# Maglič (wieś)
Maglič (cyr. Маглич) – wieś w Serbii, w okręgu raskim, w mieście Kraljevo. W 2011 roku liczyła 34 mieszkańców.